# Célula oxífila (paratiroides)

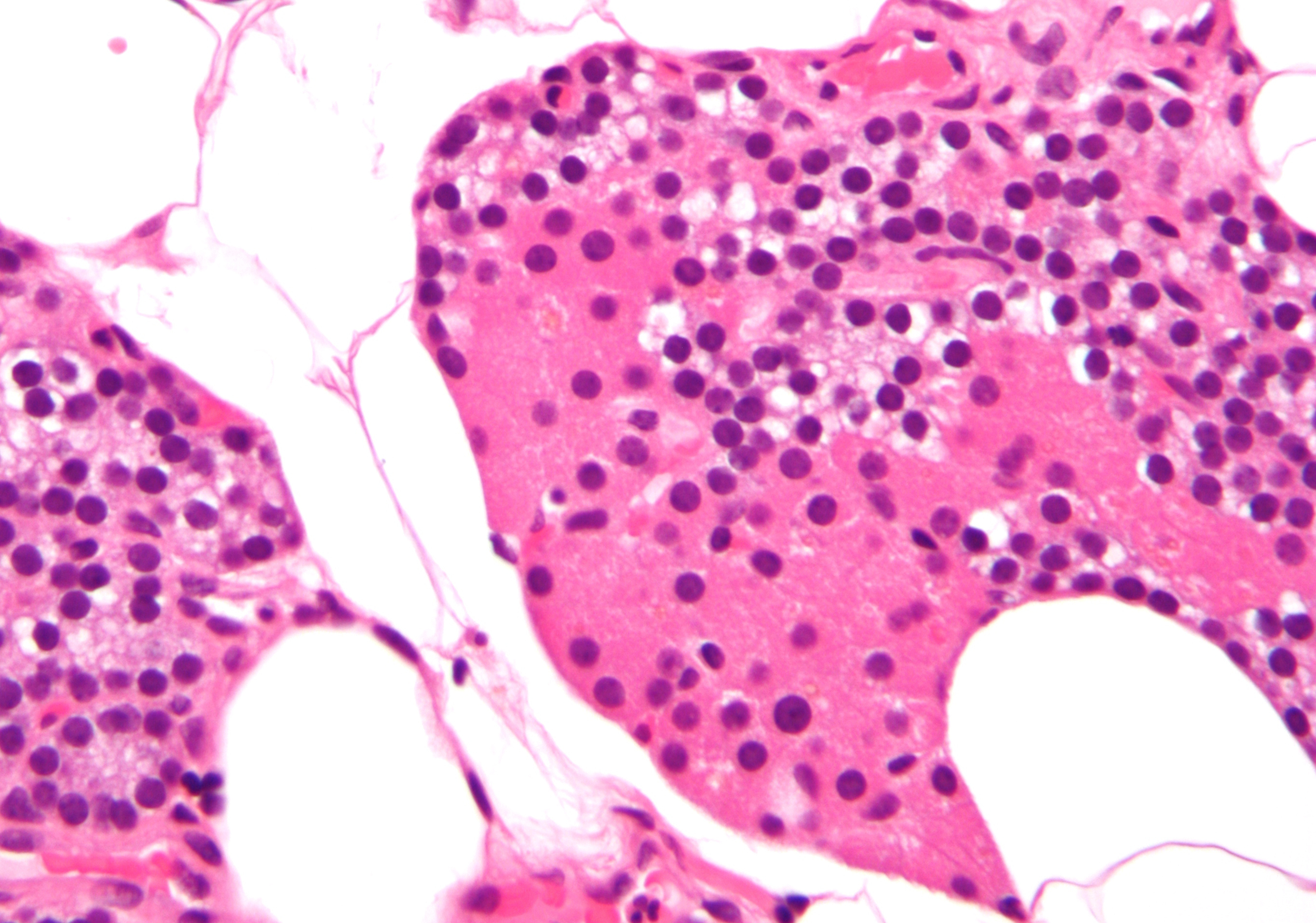
Micrografía de gran aumento de la glándula paratiroides. Tinción de H&E.

En la glándula paratiroides, las células oxífilas de la paratiroides son más grandes y de coloración más clara que las células principales de la paratiroides.
Estas células se encuentran en grupos en el centro de la sección y en la periferia. Las células oxífilas aparecen al comienzo de la pubertad, pero no tienen una función conocida. Con los escáneres de medicina nuclear, toman selectivamente el radiotrazador del complejo de tecnecio-sestamibi para permitir la delineación de la anatomía glandular. Se ha demostrado que las células oxífilas expresan genes relevantes para las paratiroides que se encuentran en las células principales paratiroideas y tienen el potencial de producir factores autocrinos/paracrinos adicionales, como la proteína relacionada con la hormona paratiroidea (PTHrP) y el calcitriol. Es necesario seguir trabajando para comprender plenamente las funciones de estas células y sus secreciones.